# Onça de Pitangui
Onça de Pitangui – miasto i gmina w Brazylii, w stanie Minas Gerais. Znajduje się w mezoregionie Metropolitana de Belo Horizonte i mikroregionie Pará de Minas.